# 長い夢 (椎名へきるの曲)
「長い夢」（ながいゆめ）は、椎名へきるの38作目のシングル。2010年7月21日にランティスから発売された。

## 解説
6月、7月と2ヶ月連続DVD付きシングル第2弾。前作に続き、4月17日にZepp Tokyoにて行われたライブの模様をDVDに収録された。

## 批評
CDジャーナルは「時の流れが、すれ違った二人の心の色も変えていく。誰もが感じる失恋の痛みを切に熱唱している」と評された。

## 収録内容

### CD
1. 長い夢
  - 作詞・作曲・編曲：オオヤギヒロオ
2. レスキューミー！
  - 作詞：椎名へきる・真崎修 / 作曲・編曲：真崎修
3. 長い夢（off vocal）
4. レスキューミー！（off vocal）

### DVD
1. Let Me Say YEAH!!!!
2. 真夏の夜のスキマ
3. Sunday Punch